# Chimonanthus

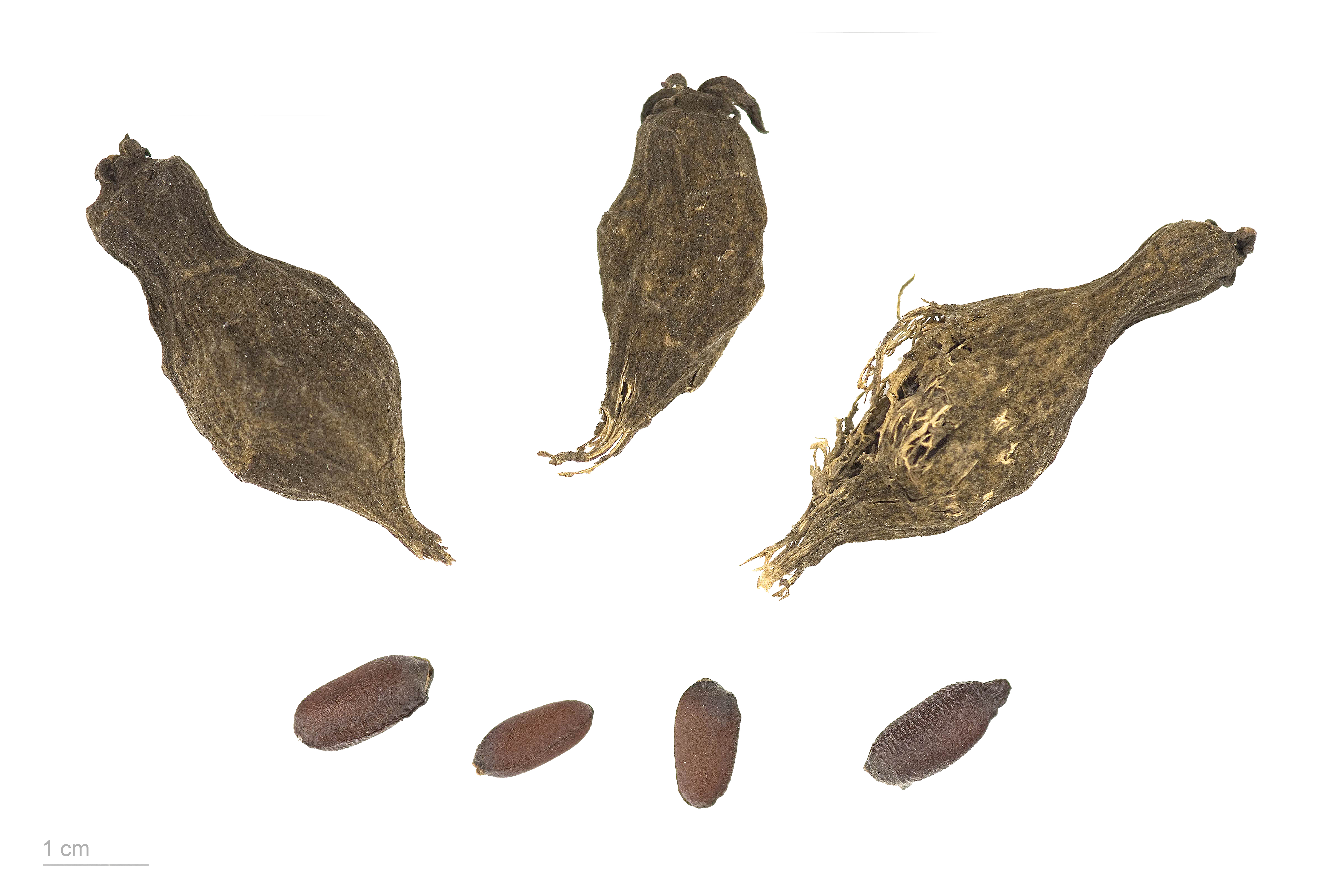
Chimonanthus praecox.

Chimonanthus es un género con catorce especies de plantas  perteneciente a la familia Calycanthaceae.

## Descripción
Son arbustos caducifolios o perennes que alcanzan los  2–13 m de altura. Las hojas son opuestas, enteras de 7–20 cm de longitud y 3–7 cm de ancho. Las flores son de 2–3 cm de ancho con numerosos tépalos de color amarillo o blanco; con fuerte aroma que se producen en la primavera temprana antes de que se desarrollen las nuevas hojas. El fruto es una cápsula seca elíptica de 3–4 cm de longitud.

## Especies seleccionadas
- Chimonanthus campanulatus
- Chimonanthus caespitosus
- Chimonanthus fragrans
- Chimonanthus grammatus
- Chimonanthus grandiflorus
- Chimonanthus luteus
- Chimonanthus nitens
- Chimonanthus parviflorus
- Chimonanthus praecox
- Chimonanthus salicifolius
- Chimonanthus smilacifolius
- Chimonanthus verus
- Chimonanthus yunnanensis
- Chimonanthus zhejiangensis

- Datos: Q2446990
- Multimedia: Chimonanthus / Q2446990
- Especies: Chimonanthus